# آمیلکاره پونکیلی

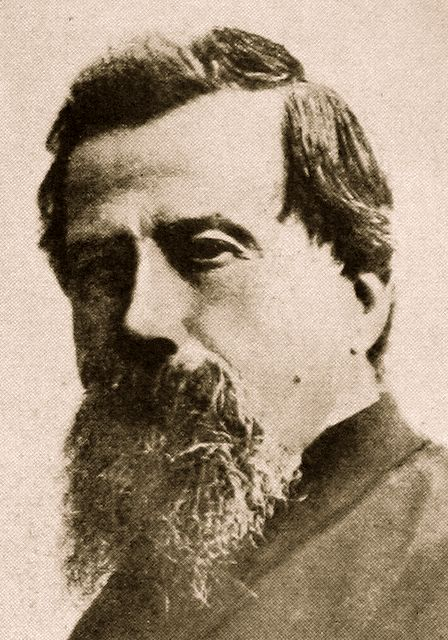
آمیلکاره پونکیلی.

آمیلکاره پونکیِلی (‎Amilcare Ponchielli) (زاده ۳۱ اوت ۱۸۳۴ – درگذشته ۱۶ ژانویه ۱۸۸۶) آهنگساز ایتالیایی بود. او بیشتر اپرا ساخت و مدتی استاد جاکومو پوچینی و پیترو ماسکانی بود.
مشهورترین اثر او که هنوز اجرا می‌شود اپرای لا جوکوندا (به ایتالیایی: La Gioconda) است.